# La Mula de Aguilar
La Mula de Aguilar är en ort i Mexiko.   Den ligger i kommunen Pénjamo och delstaten Guanajuato, i den centrala delen av landet, 300 km väster om huvudstaden Mexico City. La Mula de Aguilar ligger 1 674 meter över havet och antalet invånare är 233.
Terrängen runt La Mula de Aguilar är platt åt nordost, men åt sydväst är den kuperad. Runt La Mula de Aguilar är det tätbefolkat, med 343 invånare per kvadratkilometer. Närmaste större samhälle är La Piedad Cavadas, 5,0 km sydost om La Mula de Aguilar. I omgivningarna runt La Mula de Aguilar växer huvudsakligen savannskog.